# Hao Lei
Hao Lei (郝蕾), conosciuta anche come Lei Lei (蕾蕾) (Tonghua, 1º novembre 1978) è un'attrice cinese.

## Biografia
In patria è conosciuta maggiormente per i suoi ruoli in serie televisive, che sono attualmente diciassette, dal 1997 al 2008, ma è grazie al film di Lou Ye, Summer Palace (2006), in cui debutta al cinema, che si fa conoscere internazionalmente. Nel 2009 recita in Empire of Silver e nel 2012 torna ad essere diretta da Lou in Fúchéng mí shì.